# Dasypolia episcopalis
Dasypolia episcopalis är en fjärilsart som beskrevs av Charles Boursin 1968. Dasypolia episcopalis ingår i släktet Dasypolia och familjen nattflyn. Inga underarter finns listade i Catalogue of Life.